# Богданівка (Рівненський район)
Богда́нівка — село у складі Корецької міської громади Рівненського району Рівненської області; населення – 610 осіб.

## Географія
Селом протікає річка Богданівка, ліва притока Корчика.

## Походження назви
Від чоловічого імені Богдан, яке носив житель сусіднього села Бриків, котрий заснував Богданівку.

## Історія
- 1584 — перша письмова згадка про село[2].
- 1793 — після другого поділу Речі Посполитої окупована росіянами Богданівка відійшла до складу Корецької волості Новоград-Волинського повіту Волинської губернії Російської імперії
- 1921 — внаслідок Ризького мирного договору (1921) село увійшло до Корецької гміни Рівненського повіту Волинського воєводства Польщі, ставши прикордонним селом (по лінії колишнього державного кордону між Польщею та СРСР за сільською околицею нині розташована дубова посадка).
- 1939, 17 вересня — Богданівку окуповане радянськими військами, відтоді вона разом з іншими західноукраїнськими землями стало частиною УРСР.
- 1941, початок липня — 1944, 11 січня 1944 — село було окуповане німецькими військами. В цей період тут діяла підпільна група Української повстанської армії. Станичним був Іван Сухий, членами групи — Олексій Сухий, Іван Шаправський, Віктор Давидович, Федір Вознюк. Всі вони були розстріляні партизанами С. Ковпака і поховані на богданівському кладовищі у липні 1943 року.
- 1945 — у Богданівці була створена сільська рада на чолі з Гаврилом Шаправським.
- 1947 — організовано колгосп, названий іменем В. Чапаєва. Його першим головою був Феофан Шаправський, а з 1947 по 1959 рік господарство очолював Данило Бобер, потім — Михайло Глек (до 1965 року), Іван Суржинський (до 1971 року), Володимир Здоріков (до розвалу СРСР).
- 1972—1975 — на базі місцевих покладів глини за кошти колгоспу у селі збудовано цегельний завод.

## Сучасність
- Богданівка входить до складу Корецької міської громади.
- Діють загальноосвітня школа І-ІІ ступеня, публічно-шкільна бібліотека та фельдшерсько-акушерський пункт.
- У селі 7 вулиць: Центральна, Дерманка, Береброва, Козлова, Млинівська, Вербова, Заводська.

## Пам'ятки
- Курган ІІІ-ІІ тис. до н. е.
- Братська могила бійців УПА[3].
- Церква Св. Параскеви П'ятниці.

## Уродженці
- Паїсій (Самчук) (1930—2008), єпископ РПЦ, архієпископ Орловський та Лівенський у 1988—2008.
- Найдюк Юрій Георгійович (нар. 1955), член-кореспондент НАН України, директор Фізико-технічного інституту низьких температур імені Б. І. Вєркіна НАН України.

## Автошляхи
- М06 (5 км на північ від села).